# Божја милост
Божја милост или благодат (стсл. благодѣть; грч. χάρισμα харизма - дар; лат. munus) је, према хришћанском учењу, дар светог Духа који човеку омогућава да достигне пуноћу живота, обожење, а самим тим и спасење – крајњи циљ овоземаљског живота. Божја милост представља врховну наклоност Бога човечанству, подразумевајући божанско дејство и просветљење, независно од чињења добрих дела, стицања заслуга или показане доброте.
У ширем смислу, благодат се односи на Божје дарове човечанству, укључујући живот, стварање и спасење. У ужем смислу, милост је средство којим се људи избављају првобитног греха и стичу спасење, и овако схваћена, она је централни концепт хришћанске теологије.

## Етимологија
Црквенословенски израз благодат значи „дато добро“, „даровано добро“ које је од Бога. Превод је грчког израза харизма који се данас користи у нешто другачијем значењу. У западној теологију се харизма углавном преводи као Божја милост.

## Хришћански концепт милости
Већина хришћана сматра да се човечанство рађа у стању греха, што је последица првобитног греха, који су Адам и Ева починили у Рају, чиме је изворно стање милости изгубљено за њих и њихове потомке, који се рађају без наде за спасење. Божја милост је одговор на ову, иначе безизлазну ситуацију. Она је неправедна и незаслужена и зависи искључиво од Бога који је у прилици да буде милостив. За њу се морају испунити одређени предуслови.
Милост је божја слободна одлука да пут спасења учини доступним људима. Бог није обавезан да икога спасе. Човек не може бити толико добар да сам заслужи боравак у Рају. Милошћу Бог пружа добробит, без разматрања заслуга.
Као што извор, који непрестано излива из себе чисте водене струје и обилне потоке, никада не забрањује ономе који жели да се у обиљу наслађива бадава чистом водом, тако и божанска благодат отворена је свима да би се сваки наслађивао колико хоће.— Јефрем Сирин
Благодат се у Православној цркви прихвата као дар Светог Духа, дар учешћа у Божијој светости, неизрециви преображај од Бога; синергизам верника са новим животом у Исусу Христу, животом који даје могућност да се у заједници са  Исусом Христом достигне пуноћа живота, обожење, а самим тим и  спасење од смрти.
Благодат је енергија или лично божанско дејство, то је енергија о којој су Свети Оци на Шестом васељенском сабору у Цариграду 681. године водили расправу и дали јој велику важност. Дух Свети је извор и давалац нестворених обожујућих енергија, одмеравајући благодат сваком по његовом труду (1 Кор 3,8). Манифестација труда је у вери, љубави, посту, милосрђу, молитви, трпљењу и свим осталим врлинама које човеков живот сигурно воде увиру у Царство небеско. Без неопходне благодати човек не може усвојити ниједну од јеванђелских врлина, па зато благодат представља суштинску карактеристику Православља и позив на веру и моћ троипостасног Бога.
Божија благодат се пројављује у Цркви и кроз Свете Тајне. Света Тајна Покајања је благодат која сведочи ο самосвести човека; Света Тајна Крштења је његово друго рођење, преображај после пада у грех, јединствено достојанство и неопходност човека без кога свет нема смисла. Света Тајна Миропомазања која се врши у садејству са Крштењем уводи целог човека у благодат обожења човек постаје носилац Духа Светог и прима благодат. Такав човек, верник, који са својом слободном вољом и чврстом одлуком, а посредством Духа Светог, прима божанска дејства и просветљења, прима Божију благодат.
Милост се разликује од милосрђа - милосрђе се схвата као непримање казне коју је неко заслужио, док је милост примање добробити коју неко није заслужио. Из перспективе неверника, милост изгледа као срећа.
Постоји одређена напетост између идеје да је Божја милост довољна да искупи сваки грех и идеје да милост не ослобађа човека одговорности да се понаша исправно. 

### Расправа Пелагија и Августина
Пелагије (354 - 420/440) је био аскетски монах у 5. веку који је учио да човек има моћ да чини добро и да ради на свом спасењу. Сопственим напорима, могуће је да биће од крви и меса стекне морално савршенство. Порицао је да првобитни грех Адама и Еве затомљује потоње генерације. Његова интерпретација учења о слободној вољи је позната као пелагијанизам. Тако, Адамов грех је само „лош пример“ поколењима, али његов поступак нема других последица по људску природу, које се доводе у везу са исконским грехом. Пелагијанизам види Исусову улогу као „постављање доброг примера“ човечанству, насупрот Адамовом лошем примеру.
Пелагије је порицао да је првобитни грех угасио Божју милост у Адамових потомака и да је следствено томе, човечанство способно да чини добро и да се окрене од греха својом сопственом моћи и да достигне сопствено спасење. Сврха вере је да нас учи врлини, којом можемо достићи спасење.
Укратко, човечанство има пуну моћ, и пуну одговорност, за сопствено спасење и за сопствене грехе. Према томе, човечанство нема потребе за другом милошћу Божјом осим стварања слободне воље.
Према Августину, првобитни грех затомљује Божју милост у човечјој души. Без обзира колико се исправним неко сматрао, његова врлина га никада неће учинити достојним бескрајне светости Божје. Човек је маса греха (massa peccati). Иако може поседовати „слободну вољу“ у смислу избора поступака, човек ипак нема праву слободу да избегне грех, јер је грех својствен сваком поступку који направимо. Само Божјим сувереним избором да милост прошири на нас, спасење је могуће.
Расправа Пелагија и светог Августина је значајно утицала на каснија схватања Божје милости у хришћанству. Пелагијанизам је осуђен на Концилу у Картаги 417. на Августинов захтев.
У источном хришћанству, божју милост представљају божанске нестворене енергије.